# John Freeman (autor)
John Freeman (n. 1974, Cleveland, Ohio, SUA) este un scriitor și critic literar american. A fost redactor la revista literară Granta până în 2013, fost președinte al National Book Critics Circle, iar articolele sale au apărut în aproape 200 de publicații în limba engleză din întreaga lume, inclusiv The New York Times Book Review, Los Angeles Times, The Guardian și The Wall Street Journal.

## Primii ani
John Freeman s-a născut în Cleveland, Ohio, a crescut în New York, Pennsylvania și California și a absolvit Swarthmore College în 1996.

## Carieră
Prima carte a lui Freeman, The Tyranny of E-mail: The Four-Thousand Year Journey to Your Inbox, a fost publicată în 2009. (Ea a fost publicată în Australia sub titlul Shrinking the World: The 4,000-year story of how email came to rule our lives.) Cea de-a doua carte a lui Freeman, o colecție de interviuri cu mari scriitori contemporani intitulată How to Read a Novelist, a fost publicată în SUA în 2013 de editura Farrar, Straus și Giroux. (Ea a fost publicată inițial în Australia, în 2012.) Cartea conține profiluri ale unor scriitori precum Margaret Atwood, John Updike, Geoff Dyer, Toni Morrison, Haruki Murakami și alții. Potrivit unui interviu din 2013 de la Newsmax, Freeman a realizat profile mai multor autori de sex feminin (16 în total) în How to Read a Novelist și a început cartea în special cu Toni Morrison pentru că el crede că „cultură literară este adesea masculinizată. Dar mulți dintre profesorii noștri sunt femei. De multe ori, faptul că ești un cititor se datorează faptului că mama ta este o cititoare— a mea a fost cu siguranță”.
În perioada de șase ani cât a fost membru în consiliul de administrație al National Book Critics Circle, Freeman a lansat o campanie de sensibilizare față de reducerea spațiului alocat cărților în presa națională și față de păstrarea secțiunilor de recenzii literare.
Freeman s-au alăturat revistei Granta în decembrie 2008, a devenit editor interimar în mai 2009, și a fost numit editor în octombrie 2009. În perioada cât a condus revista, a publicat scrieri ale lui Mary Gaitskill, Kenzaburō Ōe, Rana Dasgupta, Dinaw Mengestu, Peter Carey, Jeanette Winterson, Natsuo Kirino, Victor LaValle, Herta Müller, Daniel Alarcon, Wole Soyinka, Aleksandar Hemon, Salman Rushdie, Yiyun Li, Tony D 'Souza, Colum McCann, Ngũgĩ wa Thiong' o, George Saunders, Marie Darrieussecq, Joshua Ferris, Aminatta Forna, Jim Crace, Richard Russo, Kamila Shamsie, Mo Yan, A. L. Kennedy, Mohsin Hamid și Chimamanda Adichie. Printre scriitorii care au debutat în Granta în timpul mandatului său s-au aflat Chinelo Okparanta, Phil Klay, Claire Vaye Watkins și Maria Venegas.
Freeman a editat o serie de antologii de ficțiune, non-ficțiune și poezie intitulate Freeman's, publicate în parteneriat cu Grove/Atlantic și The New School. Prima antologie a apărut în octombrie 2015, iar noi antologii vor fi publicate de două ori pe an. Explicând viziunea sa pentru Freeman's, el a declarat: „Vreau să fie un spațiu editorial pe termen lung... Sper că va introduce noi scriitori și-i va face pe cei mari să facă altceva decât să scrie cărți lungi”.

## Viața personală
Freeman locuiește acum în New York City.

## Scrieri

### Cărți
- The Tyranny of E-mail: The Four-Thousand Year Journey to Your Inbox. New York: Scribner. 2009. ISBN 978-1416576730.
- How to Read a Novelist. Melbourne: Text Publishing. 2012. ISBN 978-1921922688.
- Tales of Two Cities: The Best and Worst of Times in Today's New York. New York: OR Books. 2014. ISBN 978-1939293633.

### Poezii disponibile online
- „Allowances”. The New Yorker. 13 d.Hr.. Accesat în 14 noiembrie 2014.
- „Rockland”. The New Yorker. 19 mai 2014. Accesat în 18 iulie 2015.
- „Barber”. The Nation. 16 decembrie 2014. Accesat în 18 iulie 2015.
- „The Boy Under the Car”. Boston Review. 22 mai 2013. Accesat în 18 iulie 2015.
- „English Hours”. The Common. 16 martie 2015. Arhivat din original la 21 iulie 2015. Accesat în 18 iulie 2015.